# كنيس كتر داويد
كنيس كتر داويد، معبد يهودي يعود إلى الحقبة البهلوية، وقد تم إنشاؤه عام 1944 ميلادي في مدينة أصفهان، في الزاوية الشمالية الغربية من ساحة فلسطين، وعلى ناصية شارع آمادگاه، ويقابله مسجد الأقصى في الزاوية الجنوبية الغربية من الساحة. تم تسجيل الكنيس في 10 مايو 2007 برقم 19068 في قائمة التراث الوطني لإيران.

## تاريخ الكنيس

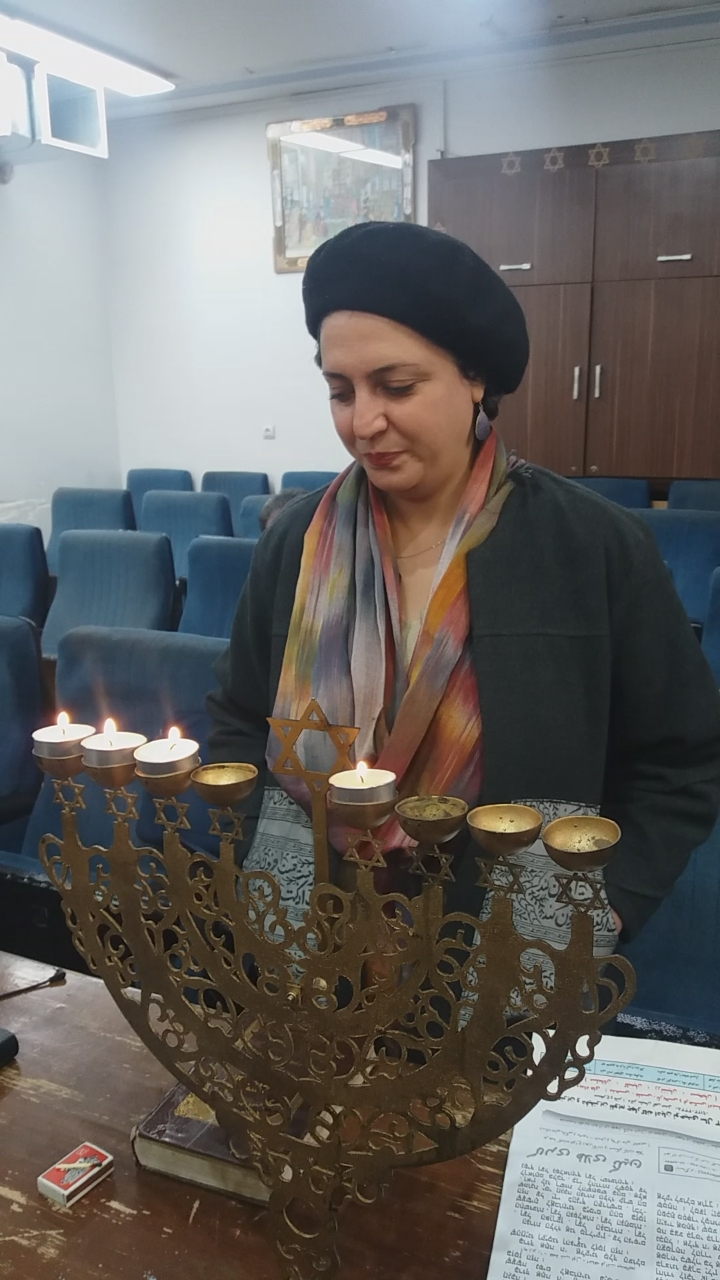
السيدة ليا دانيالي، تُلقي محاضرة في المعبد بمناسبة عيد الأنوار بتاريخ 27/12/2024

"كتر" في العبرية تعني التاج و"داويد" تشير إلى النبي داوود. في أوائل الحقبة البهلوية، ومع هجرة اليهود من حي جوباره إلى المناطق الحديثة، خصوصًا شارع محمد آباد، تم وضع حجر الأساس لبناء هذا الكنيس.
كان الحاج إسحاق ساسون فنانًا معروفًا في فن الحفر على الخشب، وقد كانت بعض أغلفة التوراة المحفورة بالعبرية من أعماله. علم أن المكان سيصبح مفترق طرق، فاشترى حديقة صغيرة في المكان لبناء الكنيس. بعد بناء المفترق، زار إسحاق بيت المقدس، حيث لفت انتباهه كنيس باسم "كتر داويد"، فنسخ تصميمه وعند عودته إلى أصفهان، بنى الكنيس على نفقته الشخصية وبدعم من يهود أصفهان. 